# Marc Flavien
Pour les articles homonymes, voir Flavien.
Marc Flavien (né le 29 janvier 1989 à Fort-de-France) est un coureur cycliste français, membre de l'équipe Madina Bikers.

## Biographie
Marc Flavien commence le cyclisme en 2001 dans un club de VTT du Robert.

## Palmarès
- 2008
  - 3ea étape du Trophée de la Caraïbe
  - 3e du Trophée de la Caraïbe
- 2009
  - 9e étape du Tour de Martinique
- 2010
  - 2ea étape du Tour de Martinique
- 2011
  - 5e et 6e étapes du Tour de Martinique
  - 2e du Tour de Martinique
- 2012
  - 4e étape du Trophée de la Caraïbe
  - 8ea étape du Tour de Martinique
  - Nocturne d'Ambert
  - 3e du Grand Prix de la Trinité
- 2013
  - 3eb étape du Trophée de la Caraïbe
  - 3e et 9e étapes du Tour de Martinique
  - 3e du Tour de Martinique
- 2016
  - 6e étape du Tour de Martinique
- 2022
  - 8ea étape du Tour de Martinique
  - 3e étape du Tour de Guyane
- 2025
  - Champion de Martinique
  - 5e étape du Trophée de la Caraïbe
  - 3e du Trophée de la Caraïbe

## Classements mondiaux
| Année            | 2008 | 2009 | 2010 | 2011 | 2012 | 2013 | 2014 | 2015 | 2016 |
| ---------------- | ---- | ---- | ---- | ---- | ---- | ---- | ---- | ---- | ---- |
| UCI America Tour | 387e | 188e | 200e |      |      |      |      |      | 519e |